# Trofeo Città di Castelfidardo 2006
Il Trofeo Città di Castelfidardo 2006, ventiseiesima edizione della corsa e valida come evento dell'UCI Europe Tour 2006 categoria 1.1, si svolse il 9 agosto 2006 su un percorso di 199 km. Fu vinto dall'italiano Paolo Bossoni che terminò la gara in 5h01'00", alla media di 39,668 km/h.
Partenza con 154 ciclisti, dei quali 39 portarono a termine il percorso.

## Ordine d'arrivo (Top 10)
| Pos. | Corridore            | Squadra      | Tempo    |
| ---- | -------------------- | ------------ | -------- |
| 1    | Paolo Bossoni        | Tenax        | 5h01'00" |
| 2    | Alessandro Bertolini | Selle Italia | s.t.     |
| 3    | Eddy Serri           | Miche        | s.t.     |
| 4    | Daniele Callegarin   | 3C-Androni   | s.t.     |
| 5    | Michele Gobbi        | Team Milram  | s.t.     |
| 6    | Luca Mazzanti        | Panaria      | s.t.     |
| 7    | Mauro Facci          | Barloworld   | s.t.     |
| 8    | Alessandro Donati    | Acqua & Sap. | s.t.     |
| 9    | Roman Kreuziger      | Liquigas     | s.t.     |
| 10   | Gabriele Bosisio     | Tenax        | s.t.     |